# Euskadi Ta Askatasuna

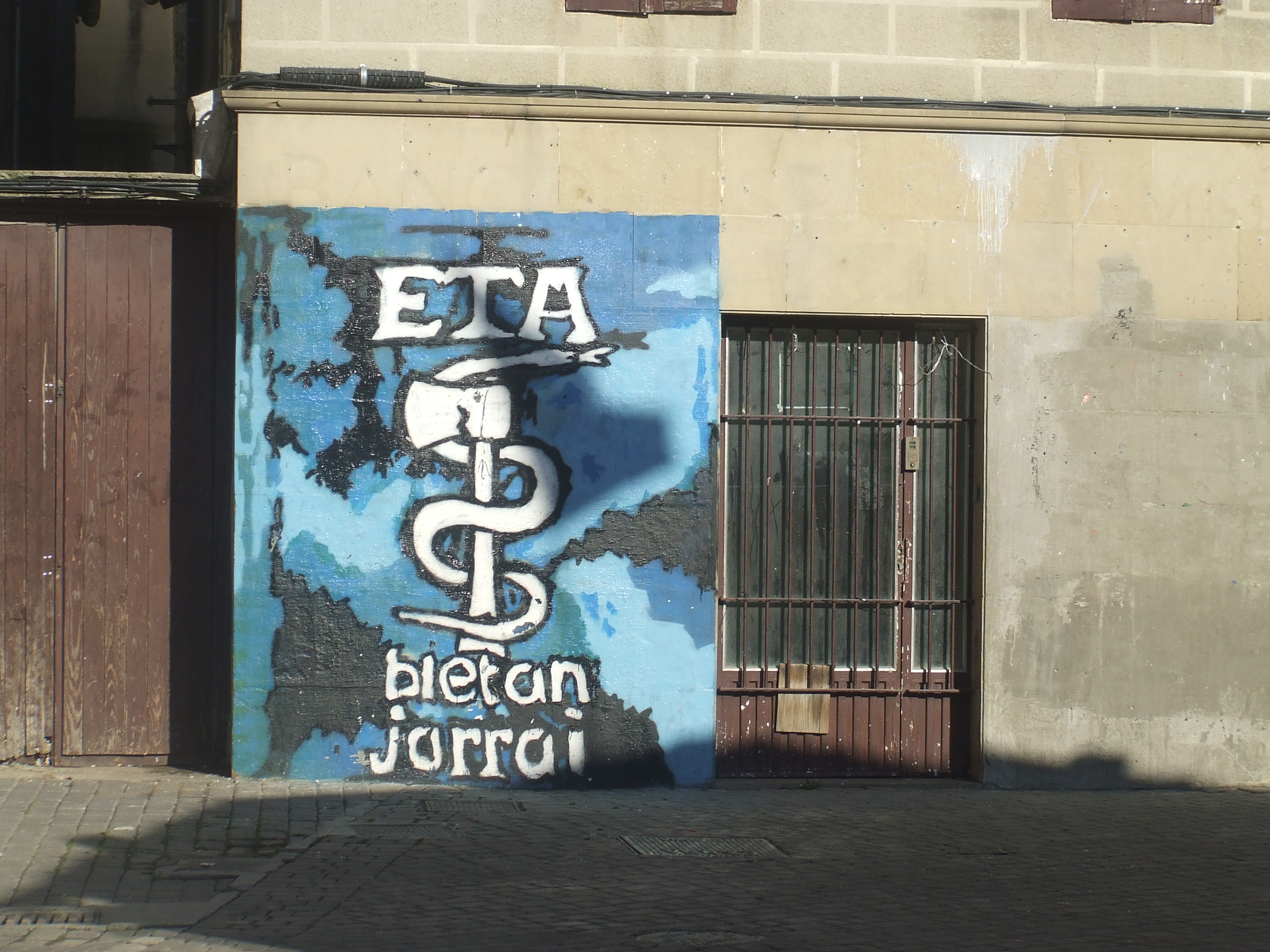
Muurschildering van het symbool van de ETA in Altsasu

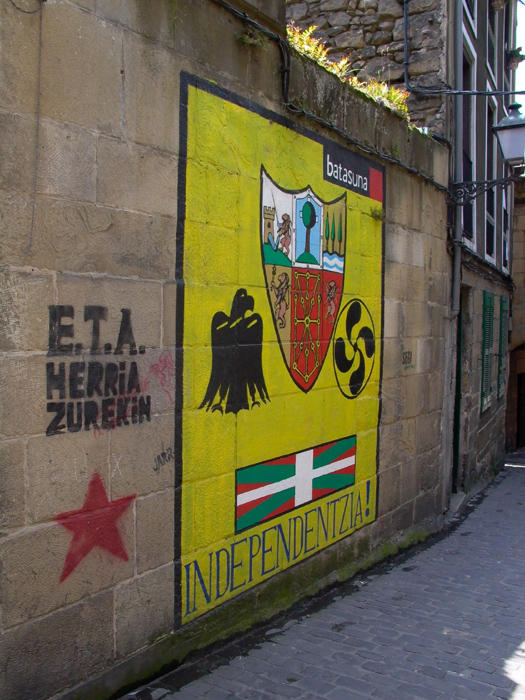
Muurschildering in Pasaia: "Onafhankelijkheid!" en links: "ETA, het volk met jullie"

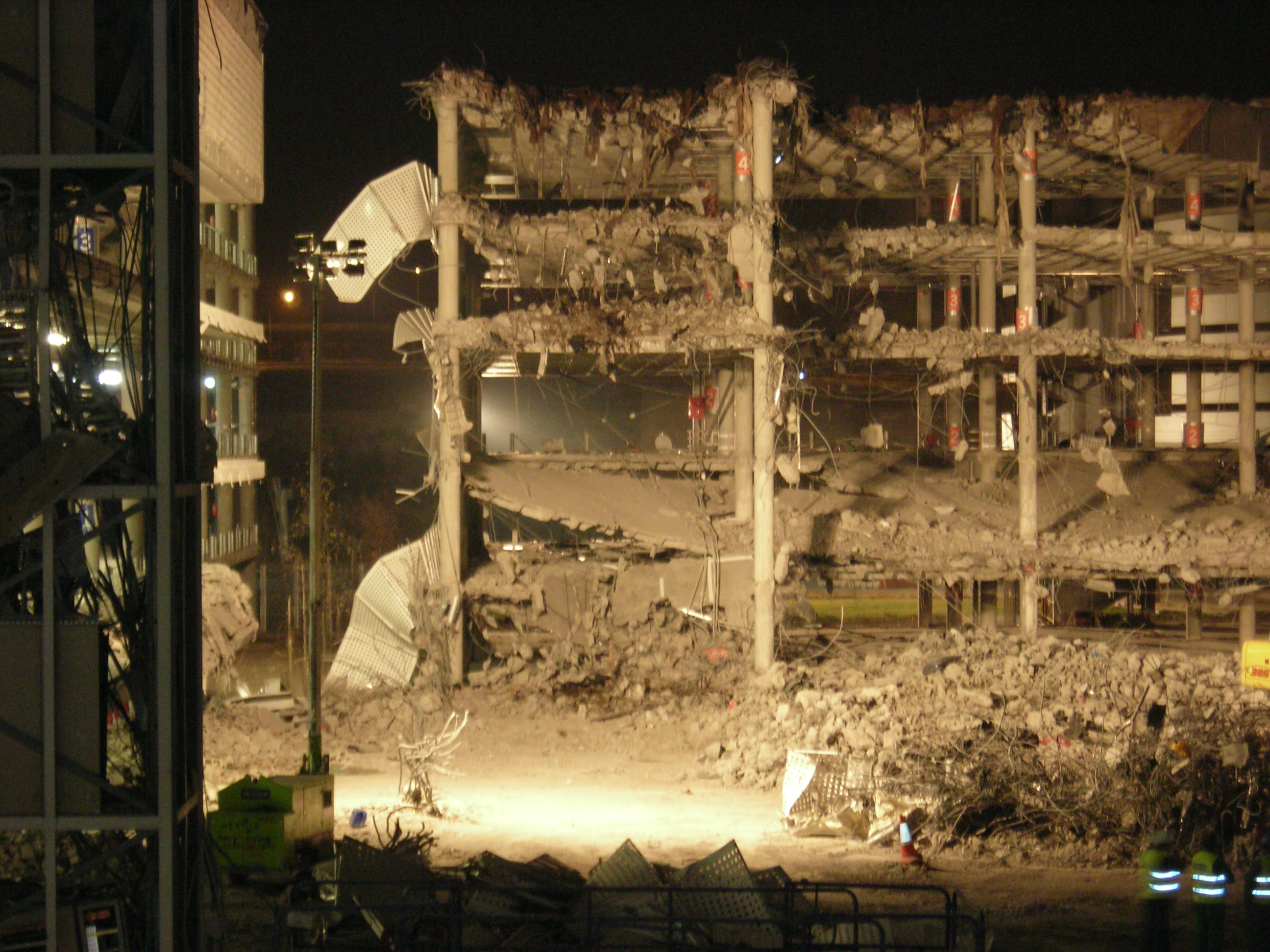
De parkeergarage van terminal 4 van de luchthaven van Madrid daags na de aanslag van 30 december 2006

De Euskadi Ta Askatasuna (Nederlands: Baskenland en Vrijheid), beter bekend onder de afkorting ETA en onder de naam Baskische Afscheidingsbeweging, was een terroristische organisatie die een onafhankelijke, socialistische Baskische staat wilde stichten, in de lijn van de abertzale linkse ideologie. De ETA stond op de Europese terreurlijst. De terreurgroep was officieel actief van 1959 tot 2018, en heeft in die tijd ten minste 854 dodelijke slachtoffers gemaakt, en hield de Baskische samenleving decennialang in een wurggreep.
De ETA voerde een strijd tegen wat zij de Spaanse en Franse bezetting van Baskenland noemde en beschouwde zichzelf in staat van oorlog met alle in Baskenland aanwezige politie- en legereenheden. Net als bij de Ierse IRA, werden meestal wel waarschuwingen gegeven, waardoor de aanslagen meestal beperkter van schaal waren.
Het symbool van de ETA was een slang gewikkeld rond een bijl. Het motto van de beweging is Bietan jarrai (Nederlands: we gaan door met beide), namelijk met de gewapende strijd, gesymboliseerd door de bijl, en met de politieke strijd, gesymboliseerd door de slang. De politieke tak van de ETA was Batasuna.
Op 20 oktober 2011 kondigde de beweging aan alle activiteiten te staken, en dit werd op 8 april 2017 gevolgd door het eenzijdig overdragen van alle wapens. Op 2 mei 2018 publiceerde de Spaanse pers een brief van de ETA, waarin die haar ontbinding afkondigde.

## Doelstellingen
De ETA had historisch gezien twee kernpunten:
- Het oprichten van een socialistische Baskische staat (inclusief Navarra en Frans-Baskenland)
- Het vrijlaten van ETA-leden in gevangenissen in Spanje en Frankrijk

In de loop van de jaren tachtig begon de doelstelling van de organisatie echter te verschuiven. Drie decennia na haar oprichting leek het streven naar een onafhankelijke, socialistische Baskische staat meer en meer utopisch en praktisch moeilijk realiseerbaar. In het Democratisch Alternatief, een manifest van de ETA uit 1995, maakt de organisatie bekend een meer pragmatische koers te varen. Zo kondigde de ETA aan de terroristische aanslagen te staken als de Spaanse regering de soevereiniteit en het zelfbeschikkingsrecht van de Basken zou erkennen. De ETA stelde in het manifest zelf voor een referendum te houden over de vraag of Baskenland een deel van Spanje moest blijven of niet.

## Geschiedenis
Op 31 juli 1959 werd de ETA opgericht, dezelfde dag als de EAJ. De eerste etakideak (ETA-leden) kwamen uit kringen van Ekin (Nederlands: handelen), een organisatie opgericht aan de universiteit van Deusto in Biskaje en van EGI, de politieke jongerenorganisatie van de EAJ. In de ogen van de etarras zat de EAJ gevangen in haar eigen verleden. In haar begindagen was de ETA een vreedzame beweging die actie ondernam tegen de vernietiging van de Baskische cultuur. Tot het systematisch gebruik van geweld ging de ETA pas aan het einde van de jaren zestig over. De eerste gewelddadige actie vond plaats in 1961, toen etarras een trein met franquistische oud-strijders probeerden te laten ontsporen. In de laatste jaren van het Franco-regime en tijdens de aanloop van de transición, de democratisering van Spanje, kon de ETA onder de Baskische bevolking op aanzienlijke sympathie rekenen.

De organisatie werd geplaagd door een eindeloze reeks interne conflicten. Het bekendste is dat tussen ETAm (militar) en ETApm (político-militar) in de eerste helft van de jaren zeventig. De zogeheten milis opteerden voor een gewapende strijd, gevoerd door een kleine militaire voorhoede. De zogeheten polimilis, die veel meer door marxistisch-leninistische ideeën werden geïnspireerd, wilden hun strijd primair voeren met behulp van gemobiliseerde brede volksmassa's. Uiteindelijk haalden de milis de bovenhand. Hun opvattingen zijn sindsdien binnen de ETA altijd dominant gebleven. Eind jaren zeventig koos de ETA voor een links-nationalistische invulling van haar streven, een invulling die tot op heden als officiële ideologie fungeert, en er werd besloten dat het nuttig zou zijn om ook een politieke arm te hebben. Batasuna fungeert als dusdanig sinds 1978. In de jaren tachtig organiseerde en financierde de Spaanse regering de Grupos Antiterroristas de Liberación (GAL), doodseskaders die leden van de ETA ontvoerden, martelden en vermoordden in wat bekendstaat als de Vuile Oorlog.
In januari 2002 werd Juanra Rodríguez in Amsterdam opgepakt. Volgens het Spaanse Openbaar Ministerie zou hij banden met de ETA hebben. Verschillende actiegroepen betwijfelen dit ten zeerste en beweren dat hij om politieke redenen vervolgd werd. Zij begonnen een actie Free Juanra. In november 2003 werd Juanra uitgeleverd en gevangengezet in de Soto del Real-gevangenis in Madrid, de Anti-Fascistische Aktie (AFA) bood hem gedurende zijn onzekere tijd een dak boven het hoofd.
Op 11 maart 2004 werd de ETA door de Spaanse regering deels uit partijpolitieke overwegingen verantwoordelijk gesteld voor de aanslagen op Madrileense forensentreinen, waarbij 191 mensen werden vermoord en ongeveer 1400 verwond. Van belang in dit verband was ook dat de Spaanse politie vlak daarvoor een aanzienlijke hoeveelheid explosieven had onderschept die toebehoorden aan de ETA en waarvan men vermoedde dat die op korte termijn voor een 'zeer grote' aanslag in Madrid gebruikt zouden worden. De terreurbeweging en de aan haar gelieerde politieke partij ontkenden betrokkenheid. Later bleek dat de schuld voor dit bloedbad bij Al Qaida lag. Mede als gevolg van de verwikkelingen rond de aanslagen verloor de zittende premier José María Aznar de verkiezingen van José Luis Rodríguez Zapatero.
Op 22 maart 2006 kondigde de ETA een wapenstilstand aan, in te gaan op 24 maart, naar eigen zeggen om een nieuw democratisch proces in Baskenland op gang te brengen. Op 30 december 2006 brak de ETA deze belofte echter met het tot ontploffing brengen van een voertuig in de parkeerruimte van de luchthaven van Madrid waarbij twee Ecuadoranen omkwamen. Op 5 juni 2007 werd door de ETA aangekondigd dat de wapenstilstand opgeheven zou worden op 6 juni.
Drie dagen na de Internationale Vredesconferentie van San Sebastian in het Paleis van Aiete, waar meerdere nationale en internationale personen van naam bijeenkwamen en de beweging opriepen het geweld te stoppen, kondigde de beweging op 20 oktober 2011 aan al haar gewapende activiteiten definitief te staken. Dit werd op 20 maart 2017 gevolgd door een aankondiging van de eenzijdige overdracht van alle wapens, wat op 8 april van dat jaar geschiedde. Opvallend in dit proces van ontmanteling is dat de Spaanse overheid hier geen enkele rol in heeft willen spelen en het proces niet heeft gefaciliteerd, en dat het volledig op eigen initiatief van de beweging is gebeurd. Hierbij heeft ze ook de laatste eis, het verplaatsen van ETA-gevangenen die allen in gevangenissen ver van Baskenland zitten, naar gevangenissen in Baskenland, los moeten laten.
Maar ook na de ontbinding van de terreurgroep gaan gerechtelijke processen tegen de aanslagplegers van lang geleden gewoon door. Zo veroordeelde het Spaanse Hooggerechtshof in 2022 het ETA-lid Soledad Iparraguirre Guenetxea tot 425 jaar gevangenisstraf voor de bomauto die ze in mei 1985 voor het
Mendizorrozastadion in Vitoria plaatste. Daarbij vielen geen slachtoffers omdat de springstof tijdig onklaar kon worden gemaakt.

## Structuur in de laatste jaren
De organisatie van de ETA had steeds meer een cellenstructuur gekregen. De harde kern van etarras kon worden opgedeeld in legales, de leden die een gewoon leven leiden en niet zijn ondergedoken, en illegales, die in clandestiniteit leven en door de ETA werden voorzien van alles wat ze nodig hadden. Daarnaast waren er uiteraard personen belast met het leveren van hand-en-spandiensten zoals het vergaren en doorgeven van informatie, en zogenaamde autonome commando's. Haar machtsbasis concentreerde zich op het platteland en bepaalde wijken van de grote steden.
De nieuwe lichting etarras werden gerekruteerd uit een soort anarchistische subcultuur met marxistisch-leninistische revolutionaire trekjes. De ETA-jeugdbeweging Segi (vroeger Haika en Jarrai) richtte regelmatig grote vernielingen aan in de Baskische steden, in het kader van de kale borroka (Nederlands: straatvechten), stadsrellen veroorzaakt door jonge Baskische nationalisten. Om haar activiteiten te financieren voerde de ETA kidnappingen en afpersingen uit op Baskische ondernemers, de zogenaamde revolutionaire belasting.
Uit betrouwbare informatie, niet traceerbaar op internet, blijkt dat ETA-kopstukken zich niet meer in Spanje bevinden. Wel werd er onder de Baskische jongeren nog steeds voor de ETA gerekruteerd. De ETA opereerde vooral uit Andorra in de berggebieden die uitstekend geschikt zijn voor de wapensmokkel naar Spaans Baskenland. Ook in Zuidwest-Frankrijk rond Toulouse zouden regelmatig ontmoetingen van ETA-kopstukken plaats hebben gevonden; voor de Spaanse justitie was het een groot probleem dat de ETA zich ophoudt op Frans grondgebied. De Spaanse regering heeft daarom met Frankrijk een aantal verdragen met geheime inhoud gesloten voor het oppakken van ETA-kopstukken. Naar aanleiding hiervan werden op 19 augustus 2009 in een Frans skioord drie ETA-verdachten opgepakt, van wie er twee op de lijst van meest gezochte criminelen stonden.
Op maandag 10 januari 2011 kondigde de ETA het permanent staakt-het-vuren af en heeft het al haar terroristische bewegingen gestopt, zoals aanslagen, liquidaties en ontvoeringen. Al haar gewapende activiteiten zijn toen definitief stopgezet.

## Aanslagen
De ETA heeft vele aanslagen gepleegd sinds de jaren zestig. Een aantal daarvan die bijzonder opvielen waren:
- 1961 - Eerste ETA-aanslag, een mislukte poging om een trein te laten ontsporen.
- 1968 - Eerste dode door de ETA: Meliton Manzanas, een hoofd van de geheime politie in San Sebastian.
- 1970 - Proces in Burgos. Zestien ETA-leden stonden terecht voor de mondiale rechtbank (zes doodstraffen en in totaal 700 jaar gevangenisstraf). Dit zorgde voor mondiale bekendheid. Na massaal protest werden de doodstraffen omgezet in gevangenisstraffen.
- 1973 - Moordaanslag op premier admiraal Luis Carrero Blanco, de aangewezen opvolger van Franco, in Madrid als vergelding voor de executie van Baskische separatisten.
- 1980 - Met in totaal 180 slachtoffers is dit een van de bloedigste jaren van de ETA.
- 1986 - Moord op voormalig ETA-commandant, die het geweld afzwoer, María Dolores Katarain, alias Yoyes, in het bijzijn van haar kind. De ETA beschuldigde haar van desertie.
- 19 juni 1987 - Bomaanslag op Hipercor, een supermarkt in Barcelona, met 21 doden en 45 gewonden.
- 1995 - De Spaanse politie verijdelt plannen om koning Juan Carlos te vermoorden.
- 1995 - Poging tot moordaanslag op Jose Maria Aznar, leider van de Spaanse rechtse oppositie en later premier.
- 1997 - Ontvoering van een Baskisch raadslid, Miguel Angel Blanco. De ETA dreigde hem te vermoorden als haar eisen niet werden ingewilligd. Demonstraties voor zijn vrijlating, waaraan honderdduizenden mensen meededen, voorkwamen niet dat hij uiteindelijk vermoord werd. De publieke verontwaardiging na zijn dood zorgde voor massale demonstraties, waaraan zes miljoen Spanjaarden deelnamen en de oprichting van een Baskische beweging, Foro Ermua, tegen de ETA en het Baskische nationalisme.
- 1998 - Manual Zamarreno, councilor van de Partido Popular, wordt vermoord met een autobom.
- 2000 - Moord op José Luis López de la Calle, een journalist die kritisch over de ETA schreef. Daarna zakte Spanje aanzienlijk op de lijst van persvrijheid van Verslaggevers Zonder Grenzen gezien de ETA-bedreigingen aan het adres van kritische journalisten.
- 2000 - Moord op Ernest Lluch, Catalaan en voormalig PSOE-minister in de regering van Felipe González.
- 24 maart 2006 - De ETA kondigt een staakt-het-vuren aan. De dagelijkse straatgevechten en vernielingen in Baskenland door ETA-jongeren gaan echter gewoon door.
- 29 juli 2006 - De Spaanse premier Zapatero kondigt officiële onderhandelingen met de Baskische afscheidingsbeweging ETA aan.
- 30 december 2006 - Er vindt een explosie plaats omstreeks 09.00 uur in een parkeergarage van terminal 4 van de luchthaven van Madrid. Twee doden, 26 gewonden. De explosie was kilometers ver te horen. Een zwarte rookwolk hing boven de autoterminal. Het vliegverkeer werd onderbroken, de toegangen naar de luchthaven waren afgesloten door de politie.
- 25 juli 2007 - Een bij wielrenwedstrijden vaker gebruikte waarschuwingsmethode voor een ETA-aanslag op de Ronde van Frankrijk is rechtstreeks op tv te zien op het wegdek. Op het wegdek staat herhaaldelijk een kenmerkende tekst ETA. Dit is duidelijk terug te zien in de eerste zeven minuten van een opname.[8] Het uit de Ronde van Frankrijk zetten van de geletruidrager Michael Rasmussen bepaalt de volgende dag echter de internationale krantkoppen; niet de twee lichte ETA-bommen, die vlak bij de route zijn ontstoken.
- 7 maart 2008 - Het voormalige gemeenteraadslid Isaias Carrasco wordt vermoord aan de vooravond van de parlementsverkiezingen.
- 20 juli 2008 - Drie bomaanslagen in noordelijke badplaatsen van Spanje. Er zijn geen gewonden gevallen.
- 21 & 22 september 2008 - Twee autobomaanslagen in het noorden van Spanje, waarbij tien mensen gewond raakten; in de ochtend van 22 september ontplofte er ook een bom bij een militaire academie, daarbij kwam een militair om het leven (Luis Conde de la Cruz).
- 29 juli 2009 - Aanslag op een politiekazerne in Burgos met 65 lichtgewonden.
- 30 juli 2009 - Waarschijnlijk een aanslag van de ETA op een kazerne van de Guardia Civil in Palmanova, Mallorca. Later op de avond wordt bij een andere Guardia Civil-kazerne, eveneens in Palmanova, een tweede bom onschadelijk gemaakt.
- 9 augustus 2009 - Aanslag in het restaurant Can Pere Antoni in Palma de Mallorca.